# Sand Lakes Provincial Park
Sand Lakes Provincial Park är en park i Kanada.   Den ligger i provinsen Manitoba, i den centrala delen av landet, 2 100 km nordväst om huvudstaden Ottawa. Sand Lakes Provincial Park ligger 281 meter över havet.
Terrängen runt Sand Lakes Provincial Park är platt, och sluttar västerut. Trakten runt Sand Lakes Provincial Park är nära nog obefolkad, med mindre än två invånare per kvadratkilometer.. Det finns inga samhällen i närheten. 